# Татищево (Псковська область)
Татищево (рос. Татищево) — присілок в Островському районі Псковської області Російської Федерації.
Населення становить 24 особи. Входить до складу муніципального утворення Бережанская волость.

## Історія
Від 2015 року входить до складу муніципального утворення Бережанская волость.

## Населення
| 2001 | 2002 | 2010 |
| ---- | ---- | ---- |
| 30   | ↗31  | ↘24  |